# Brendan Hansen
Pour les articles homonymes, voir Hansen.
Brendan Hansen (né le 15 août 1981 à Havertown) est un nageur américain spécialiste des épreuves de brasse.

## Biographie
Après avoir annoncé sa retraite sportive en 2008 à l'issue de Jeux olympiques couronnés par un second titre olympique au sein du relais 4 × 100 m quatre nages, il effectue son retour à la compétition durant l'été 2011. Avec l'objectif d'être compétitif lors des Jeux olympiques de 2012, prévus à Londres, il s'impose d'emblée comme un candidat à la sélection au niveau américain. Le nageur réalise en effet le doublé 100-200 m aux Championnats des États-Unis disputés en août à Stanford. Vainqueur en 1 min 0 s 08 et en 2 min 10 s 59, il intègre aux bilans mondiaux le top-20 des meilleures performances planétaires de la saison,.

## Palmarès

### Jeux olympiques
- Jeux olympiques de 2004 à Athènes (Grèce) :
  -  Médaille d'or au titre du relais 4 × 100 m quatre nages.
  -  Médaille d'argent du 100 m brasse.
  -  Médaille de bronze du 200 m brasse.

- Jeux olympiques de 2008 à Pékin (Chine) :
  -  Médaille d'or au titre du relais 4 × 100 m quatre nages.

- Jeux olympiques de 2012 à Londres (Royaume-Uni) :
  -  Médaille d'or au titre du relais 4 × 100 m quatre nages.
  -  Médaille de bronze du 100 m brasse.

### Championnats du monde
Grand bassin
- Championnats du monde 2001 à Fukuoka (Japon) :
  -  Médaille d'or du 200 m brasse.

- Championnats du monde 2003 à Barcelone (Espagne) :
  -  Médaille d'or au titre du relais 4 × 100 m quatre nages.
  -  Médaille d'argent du 100 m brasse.
  -  Médaille de bronze du 200 m brasse.

- Championnats du monde 2005 à Montréal (Canada) :
  -  Médaille d'or du 100 m brasse.
  -  Médaille d'or du 200 m brasse.
  -  Médaille d'or au titre du relais 4 × 100 m quatre nages.

- Championnats du monde 2007 à Melbourne (Australie) :
  -  Médaille d'or du 100 m brasse.
  -  Médaille d'argent du 50 m brasse.

Petit bassin
- Championnats du monde 2004 à Indianapolis (États-Unis) :
  -  Médaille d'or du 50 m brasse.
  -  Médaille d'or du 100 m brasse.
  -  Médaille d'or du 200 m brasse.
  -  Médaille d'or au titre du relais 4 × 100 m quatre nages.

### Championnats pan-pacifiques
- Championnats pan-pacifiques 2002 à Yokohama (Japon) :
  -  Médaille d'or du 200 m brasse.
  -  Médaille d'or au titre du relais 4 × 100 m quatre nages.
  -  Médaille d'argent du 100 m brasse.

- Championnats pan-pacifiques 2006 à Victoria (Canada) :
  -  Médaille d'or du 100 m brasse.
  -  Médaille d'or du 200 m brasse.
  -  Médaille d'or au titre du relais 4 × 100 m quatre nages.